# Constantin von Monakow
Constantin von Monakow (4 de novembro de 1853 — Zurique, 19 de outubro de 1930) foi um neurologista suíço.